# Vinnie Jones
Vinnie Jones (* 5. ledna 1965, Watford) je bývalý velšský fotbalista a současný britský herec a zpěvák.
Jako fotbalista hrál defenzivního záložníka hlavně za Wimbledon FC. Reprezentoval Wales.
Jako herec hrál např. ve filmech Sbal prachy a vypadni, Podfu(c)k, Mean Machine nebo X-Men: Poslední vzdor.

## Hráčská kariéra
Vinnie Jones hrál defenzivního záložníka za Wealdstone, IFK Holmsund, Wimbledon, Leeds United FC, Sheffield United FC, Chelsea a Queens Park Rangers FC.
Pochází sice z Anglie, ale reprezentoval Wales. To bylo možné, protože měl prarodiče z Walesu.

## Úspěchy

### Klub
Wimbledon
- FA Cup: 1987–88

## Filmografie
| Rok              | Titul                                                  | Role                    | Poznámka             |
| ---------------- | ------------------------------------------------------ | ----------------------- | -------------------- |
| 1998             | Sbal prachy a vypadni                                  | Big Chris               |                      |
| 2000             | Podfu(c)k                                              | Bullet Tooth Tony       |                      |
| 2000             | 60 sekund                                              | Sphinx                  |                      |
| 2001             | Swordfish                                              | Marco                   |                      |
| 2001             | Mean Machine                                           | Danny Meehan            |                      |
| 2002             | Night at the Golden Eagle                              | Rodan                   |                      |
| 2004             | Velká rána                                             | Lou Harris              |                      |
| 2004             | EuroTrip                                               | Mad Maynard             |                      |
| 2004             | Blast                                                  | Michael Kittredge       |                      |
| 2004             | Survive Style 5+                                       | Killer                  |                      |
| 2005             | Slipstream                                             | Winston Briggs          |                      |
| 2005             | Vnitřní nepřítel                                       | Henry                   |                      |
| 2005             | Mysterious Island                                      | Bob                     | TV film              |
| 2005             | Hollywood Flies                                        | Sean                    |                      |
| 2006             | Johnny Was                                             | Johnny Doyle            |                      |
| 2006             | Super náhradník                                        | Coach Dinklage          |                      |
| 2006             | Played                                                 | Detective Brice         |                      |
| 2006             | The Other Half                                         | Trainer                 |                      |
| 2006             | X-Men: Poslední vzdor                                  | Cain Marko / Juggernaut |                      |
| 2006             | Garfield: A Tail of Two Kitties                        | Rommel                  | Hlas                 |
| 2007             | Strength and Honour                                    | Smasher O'Driscoll      |                      |
| 2007             | The Riddle                                             | Mike Sullivan           |                      |
| 2007             | Zabij, nebo budeš zabit                                | Ewan McStarley          |                      |
| 2007             | 7–10 Split                                             | Roddy Nightengale       |                      |
| 2007             | Tooth & Nail                                           | Mongrel                 |                      |
| 2008             | Loaded                                                 | Mr. Black               |                      |
| 2008             | Hell Ride                                              | Billy Wings             |                      |
| 2008             | The Midnight Meat Train                                | Mahogany                |                      |
| 2009             | The Bleeding                                           | Cain                    |                      |
| 2009             | The Ballad of G.I. Joe                                 | Destro                  | Video short          |
| 2009             | Assault of Darkness                                    | Mr. Hunter              |                      |
| 2009             | Rok jedna                                              | Sargon                  |                      |
| 2010             | Smokin' Aces 2: Assassins' Ball                        | McTeague                |                      |
| 2010             | Locked Down                                            | Anton Vargas            |                      |
| 2010             | Age of the Dragons                                     | Stubbs                  |                      |
| 2010             | The Heavy                                              | Edgar Dunn              |                      |
| 2011             | Kill the Irishman                                      | Keith Ritson            |                      |
| 2011             | Blood Out                                              | Zed                     |                      |
| 2011             | You May Not Kiss the Bride                             | Brick                   |                      |
| 2011             | The Liquidator                                         | Killer                  |                      |
| 2011             | Kříž                                                   | Gunnar                  |                      |
| 2011             | Not Another Not Another Movie                          | Nancy Longbottom        |                      |
| 2012             | Madagascar 3: Europe's Most Wanted                     | Freddie the Dog         | Hlas                 |
| 2012             | Nezahrávej si s ohněm                                  | Boyd                    |                      |
| 2012             | Hijacked                                               | Joe Ballard             |                      |
| 2012             | Freelancers                                            | Sully                   |                      |
| 2012             | Magic Boys                                             | Jack Varga              |                      |
| 2013             | Plán útěku                                             | Drake                   |                      |
| 2013             | The 34th Battalion                                     | Lieutenant Colonel      |                      |
| 2013             | Company of Heroes                                      | Brent Willoughby        |                      |
| 2013             | Extraction                                             | Ivan Rudovsky           |                      |
| 2013             | Fractured                                              | Quincy                  |                      |
| 2013             | Bílá horečka                                           | Vincent Camastra        |                      |
| 2013             | Armed Response                                         | Tillinghast             |                      |
| 2013             | Blood of Redemption                                    | Campbell                |                      |
| 2014             | A Certain Justice                                      | Bennett                 |                      |
| 2014             | Redirected                                             | Golden Pole             |                      |
| 2014             | Reaper                                                 | Rob                     |                      |
| 2014             | Way of the Wicked                                      | John Eliott             |                      |
| 2014             | Gutshot Straight                                       | Carl                    |                      |
| 2014             | The Calculator                                         | Yust Van Borg           |                      |
| 2014             | Puncture Wounds                                        | Bennett                 |                      |
| 2015             | Awaken (US)/Left to Die (UK)                           | Sarge                   |                      |
| 2015             | Bite                                                   | Big John                |                      |
| 2015             | Rivers 9                                               | Ray Kaplan              |                      |
| 2015             | Absolution                                             | The Boss                |                      |
| 2015             | Gridlocked                                             | Ryker                   |                      |
| 2015             | The Enforcer                                           | Renner                  |                      |
| 2016             |                                                        |                         |                      |
| Kill Kane        | Ray Brookes                                            |                         |                      |
| The Midnight Man | Pearl                                                  |                         |                      |
| Decommissioned   | Michael Price                                          |                         |                      |
| 2017             | Cross Wars                                             | Gunnar                  |                      |
| 2017             | Life Outside                                           | Robson                  |                      |
| 2019             | The Gandhi Murder                                      | Sir Norman Smith        |                      |
| 2019             | Madness in the Method                                  | Vinnie                  |                      |
| 2019             | Cross 3                                                | Gunnar                  |                      |
| 2020             | Ron Hopper's Misfortune                                | Ron Hopper              |                      |
| 2020             | I Am Vengeance: Retaliation                            | Sean Teague             |                      |
| 2020             | The Big Ugly                                           | Neelyn                  |                      |
| 2024             | Gentlemani                                             | Geoffrey Seacombe       | hlavní role, 8. dílů |
| TBA              | Overtown                                               | Cutty                   | Delayed              |
| TBA              | Hypnotized                                             |                         | Completed            |
| TBA              | Cross 4                                                | Gunnar                  | Filming              |
| TBA              | Rise of the Footsoldier Origins- The Tony Tucker Story | Bernard O'Mahoney       | Pre-production       |

## Diskografie

### Alba
- Respect (2002)

### Singly
- Wooly Bully (1993)